# Hanak (Ardahan)
Hanak ist eine Stadt und ein Landkreis der Provinz Ardahan im Nordosten der Türkei. Hanak liegt zentral in der Provinz und grenzt im Westen an die Provinz Artvin. Die Stadt beherbergt 35 % der Kreisbevölkerung. Laut Stadtsiegel wurde der Ort 1958 zu einer Belediye erhoben.
Hanak war bis 1958 ein Bucak/Nahiye mit 26 Dörfern im Hauptstadtkreis der Provinz Kars (Volkszählung: 1950: 15264, 1955: 16846 Einw.). Der Kreis bestand Ende 2022 aus 26 Dörfern, von denen acht mehr Einwohner als der Durchschnitt (201) haben. Die Skala der Einwohnerzahlen reicht von 779 (Koyunpınarı) hinab bis auf 34. Mit seiner Bevölkerungsdichte von 12,4 Einw. je km² ist der Kreis dünner besiedelt als der Provinzdurchschnitt (18,7).